# 幸司
幸司（こうじ、1973年（昭和48年）9月12日 - ）は、大相撲の幕内呼出である。本名は波多野 琢磨（はたの たくま）。愛知県名古屋市西区出身。伊勢ヶ濱部屋→桐山部屋→朝日山部屋→浅香山部屋所属。血液型はA型。

## 履歴
- 1989年3月場所 - 初土俵。
- 1994年7月場所 - 呼出の番付制導入により、序二段呼出となる。
- 1995年1月場所 - 三段目呼出に昇進。
- 1997年1月場所 - 幕下呼出に昇進。
- 2002年5月場所 - 十両呼出に昇進。
- 2020年1月場所 - 幕内呼出に昇進。